# Диплодокус
Диплодокус је род диносауруса чији су фосили први пут пронађени 1877. Његово име потиче од грчких речи диплос/διπλος што значи „дупли“ и докос/δοκος што значи „дрвена греда“, „шипка“ или „грана“. Верује се да је живео у крдима попут данашњих слонова.
Овај род диносауруса живео је у данашњем средњем западу Северне Америке, на крају јурског периода. То је један од чешћих фосила диносауруса пронађених у средњој и горњој Морисон формацији, између пре око 154 и 152 милиона година, током касног кимериџијског доба. Формација Морисон бележи окружење и време којим доминирају џиновски сауроподски диносауруси, као што су Apatosaurus, Barosaurus, Brachiosaurus, Brontosaurus, и Camarasaurus. Диплодокусова велика величина можда је одвраћала предаторе Allosaurus и Ceratosaurus: њихови остаци су пронађени у истим слојевима, што сугерише да су коегзистирали.
Diplodocus је међу најлакше препознатљивим диносаурусима, са својим типичним обликом сауропода, дугим вратом и репом и четири чврсте ноге. Дуги низ година, то је био најдужи познати диносаурус.

## Изглед
Назив је добио по грађи репа. Испод сваког пршљена је имао коштани продужетак који се пружао унапред и уназад. Улога ових продужетака је била да штите крвне судове у репу, али и да самом репу дају чврстину. Могуће је да се бранио од нападача користећи реп као бич. Имао је тело дужине око 33 метара и тежио је између 15 и 23 тона. Дуго је важио за најдужег диносауруса. Њихова величина је била оно што је плашило велике предаторе као што су алосауруси и цератосауруси. Глава му је била веома мала (дужине око пола метра), док су врат и реп били веома дуги и чинили око 60% дужине тела. Кретао се на четири дебеле и гломазне ноге које су биле веома мале у односу на дужину тела. Неки научници сматрају да се кретао тако што су му глава и реп били готово хоризонтално испружени, али је такође изгледа могао да се уздиже на задње ноге како би се хранио лишћем високог дрвећа. Зубе је, попут својих сродника, имао само у предњем делу вилице и били су налик квачицама.
Међу најпознатијим сауроподима, Diplodocus су биле веома велике четвороножне животиње дугог врата, са дугим реповима налик на бич. Њихови предњи удови су били нешто краћи од њихових задњих удова, што је резултирало углавном хоризонталним држањем. Скелетна структура ових дуговратих и дугорепих животиња које подржавају четири чврсте ноге упоређена је са висећим мостовима. Заправо, D. carnegii је тренутно један од најдужих диносауруса познатих по целом скелету, са укупном дужином од 24—26 m (79—85 ft). Савремене процене масе за D. carnegii имају тенденцију да буду у распону од 12—14,8 тона.
D. hallorum, познат по делимичним остацима, био је још већи, а процењује се да је био величине четири слона.. Када је први пут описан 1991. године, откривач Дејвид Жилет је израчунао да је можда био дугачак до 52  (171 ),, што га чини најдужим познатим диносаурусом (искључујући оне познате по изузетно сиромашним остацима, као што су Amphicoelias или Maraapunisaurus). Неке процене тежине тог времена кретале су се и до 113 t (125 short tons). Процењена дужина је касније ревидирана на 33 m (108 ft), а затим на 29—32 m (95—105 ft) на основу налаза који показују да је Жилет првобитно погрешно поставио пршљенове 12–19 као пршљенове 20–27. Скоро комплетан скелет D. carnegii у Природњачком музеју Карнеги у Питсбургу, Пенсилванија, на којем се углавном заснивају процене величине D. hallorum, такође је откривен да има свој 13. репни пршљен од другог диносауруса, одбацујући процене величине за D. hallorum још даље. Док су диносауруси као што је Supersaurus вероватно били дужи, фосилни остаци ових животиња су само фрагментарни.
Diplodocus је имао изузетно дуг реп, састављен од око 80 каудалних пршљенова, што је скоро дупло већи број од неких ранијих сауропода у њиховом репу (као што је Shunosaurus са 43), и далеко више него што су имали савремени макронари (као нпр. Camarasaurus са 53). Постоје неке спекулације о томе да ли је можда имао одбрамбену или функцију стварања буке (тако што је пуцао као бич). Реп је можда служио као противтежа за врат. Средњи део репа имао је „двоструке греде“ (шевронске кости необичног облика на доњој страни, по чему је Diplodocus добио име). Можда су пружали потпору пршљеновима, или су можда спречавили да се крвни судови згњече ако је тешки реп животиње притиснуо о тло. Ове „двоструке греде“ се такође виде код неких сродних диносауруса. У почетку се веровало да су кости шеврона овог посебног облика јединствене за род Diplodocus; од тада су откривене код других чланова породице диплодоцида, као и код недиплодоцидних сауропода, као што је Mamenchisaurus.
Као и код других сауропода, манус (предња „шапа“) диплодока је био веома модификован, са костима прстију и шаке распоређеним у вертикални стуб, у облику [horseshoe[|потковице]] у попречном пресеку. Припадницима рода Diplodocus су недостајале канџе на свим прстима предњег екстремитета осим једне, а ова канџа је била необично велика у односу на друге сауроподе, спљоштена са једне на другу страну и одвојена од костију шаке. Функција ове необично специјализоване канџе је непозната.
Никада није пронађена лобања за коју би се са сигурношћу могло рећи да припада роду Diplodocus, иако су лобање других диплодоцида блиско повезаних са Diplodocus (као што је Galeamopus) добро познате. Лобање диплодоцида биле су веома мале у поређењу са величином ових животиња. Diplodocus је имао мале зубе налик на клин који су били усмерени напред и били су присутни само у предњим деловима вилица. Његов мозак је био мали. Врат је био састављен од најмање 15 пршљенова и вероватно је држан паралелно са тлом и није могао да буде подигнут много даље од хоризонтале.

### Кожа
Откриће делимичних диплодоцидних отисака коже 1990. показало је да су неке врсте имале уске, шиљасте, кератинозне бодље, слично онима на игуани. Бодље су могле бити дугачке и до 18 cm (7,1 in), на „бичјем“ делу њиховог репа, а могуће и дуж леђа и врата, слично као код хадросаурида. Кичме су биле уграђене у многе недавне реконструкције припадника рода Diplodocus, посебно у Шетњи са диносаурусима. У оригиналном опису бодљи наведено је да су примерци у каменолому Хау у близини Шела у Вајомингу повезани са скелетним остацима неописаног диплодоцида „који личи на Diplodocus и Barosaurus.“ Примерци из овог каменолома су од тада углавном сматрани да су Kaatedocus siberi и Barosaurus sp, а не Diplodocus.
Фосилизована кожа Diplodocus sp, откривена у каменолому Дан мајки, показује неколико различитих типова љуспица укључујући правоугаоне, полигоналне, шљунчане, јајолике, куполске и глобуларне. Ове љуске варирају у величини и облику у зависности од њиховог положаја на интегументу, од којих најмања достиже око 1 mm, а највећа 10 mm. Неке од ових крљушти показују оријентације које могу указивати на то где су припадале на телу. На пример, јајолике љуске су блиско груписане и изгледају слично љускама код савремених гмизаваца који се налазе дорзално. Друга оријентација на фосилу састоји се од лучних редова квадратних љуски које прекидају оближње полигоналне патерне. Примећено је да закривљени редови крљушти изгледају слично оријентацијама крљушти које се виде око удова крокодила, што сугерише да је ова област такође могла да потиче од око удова на припадницима рода Diplodocus. Сам фосил коже је мале величине, достиже мање од 70 cm у дужину. Због огромне количине разноликости која се види на тако малом подручју, као и због тога што су љуске мање у поређењу са другим фосилима диплодоцидних љусака, и присуства малог и потенцијално „јувенилног“ материјала у каменолому за Дан мајки, претпоставља се да кожа потиче од малог или чак „јувенилног” Diplodocus примерка.

## Фосилни налази
Живео је у западном подручју данашње Северне Америке на крају јуре. Диплодокус је нађен у горњим Морисоновим формацијама (Uppear Morrison Formations) пре око 150 до 147 милиона година. То је било подручје у коме су доминирали гигантски сауроподи као што су камаросаурус, брасосаурус, апатосаурус и брахиосаурус.